# Wasei-eigo
Wasei-eigo (和製英語? lett. "inglese fatto in Giappone") è un termine utilizzato per indicare particolari costruzioni linguistiche giapponesi, nate dalla fusione dell'inglese con il giapponese appunto e che non sono utilizzate nei Paesi anglofoni, ma esclusivamente in Giappone.
Esempi di wasei-eigo sono light novel ed eyecatch. Altro termine, di uso più generale, sempre utilizzato per indicare parole straniere create in Giappone e utilizzate esclusivamente dai giapponesi, è wasei-gairaigo (和製外来語? letteralmente "prestito linguistico fatto per somme"), che di solito viene utilizzato per quelle parole create basandosi su altre lingue europee. Da notare come molti giapponesi abbiano delle serie difficoltà nel distinguere tali termini vernacolari da quelli delle lingue originarie.
Alcuni wasei-eigo, essendo divenuti di uso comune, sono stati esportati dal Giappone, al punto da creare dei nuovi pseudo-anglicismi in altri Paesi.

## Lista di termini stranieri diffusi in giapponese, con katakana
La tabella contiene dei vocaboli stranieri traslitterati in katakana e accompagnati dalla romanizzazione. In cima ci sono i vocaboli dei primi tre livelli di JLPT, in basso ci sono alcuni vocaboli extra sparsi, appartenenti perlopiù al campo semantico delle tecnologie moderne, gastronomia, geografia e musica. Tutte queste parole si possono considerare esempi concreti di katakana. Quanto all'origine dei vocaboli, il 90% circa è wasei-eigo, cioè sono vocaboli che si originano dall'inglese.
| Vocabolo                                           | Roomaji                                | Traduzione                                                                | Equivalente                                | Livello JLPT |
| -------------------------------------------------- | -------------------------------------- | ------------------------------------------------------------------------- | ------------------------------------------ | ------------ |
| アパート                                           | apaato                                 | appartamento                                                              | apartment                                  | 1            |
| エレベーター                                       | erebeetaa                              | ascensore                                                                 | elevator                                   | 1            |
| カップ                                             | kappu                                  | tazzina                                                                   | cup                                        | 1            |
| カレー                                             | karee                                  | curry                                                                     | curry                                      | 1            |
| カレンダー                                         | karendaa                               | calendario                                                                | calendar                                   | 1            |
| ギター                                             | gitaa                                  | chitarra                                                                  | guitar                                     | 1            |
| キロ(グラム)                                       | kiro(guramu)                           | chilogrammo                                                               | kilogram                                   | 1            |
| キロ(メートル)                                     | kiro(meetoru)                          | chilometro                                                                | kilometer                                  | 1            |
| クラス                                             | kurasu                                 | classe                                                                    | class                                      | 1            |
| グラム                                             | guramu                                 | grammo                                                                    | gram                                       | 1            |
| コート                                             | kooto                                  | cappotto                                                                  | coat                                       | 1            |
| コーヒー                                           | koohii                                 | caffè                                                                     | coffee                                     | 1            |
| コップ                                             | koppu                                  | bicchiere (di vetro)                                                      | glass                                      | 1            |
| コピー(する)                                       | kopii(.suru)                           | copiare; copia                                                            | copy; to copy                              | 1            |
| シャツ                                             | shatsu                                 | maglietta                                                                 | shirt                                      | 1            |
| シャワー                                           | shawaa                                 | doccia                                                                    | shower                                     | 1            |
| スカート                                           | sukaato                                | gonna                                                                     | skirt                                      | 1            |
| ストーブ                                           | sutoobu                                | riscaldatore, stufa elettrica                                             | stove [>heater]                            | 1            |
| スプーン                                           | supuun                                 | cucchiaio                                                                 | spoon                                      | 1            |
| スポーツ                                           | supootsu                               | sport                                                                     | sport                                      | 1            |
| スリッパ                                           | surippa                                | pantofole                                                                 | slippers                                   | 1            |
| セーター                                           | seetaa                                 | maglione                                                                  | sweater                                    | 1            |
| ゼロ                                               | zero                                   | zero                                                                      | zero                                       | 1            |
| テープ                                             | teepu                                  | tape/nastro                                                               | tape                                       | 1            |
| テーブル                                           | teeburu                                | tavolo                                                                    | table                                      | 1            |
| テープ レコーダー                                  | teepu rekoodaa                         | registratore a nastro                                                     | tape recorder                              | 1            |
| テスト                                             | tesuto                                 | test                                                                      | test                                       | 1            |
| デパート                                           | depaato                                | grande magazzino                                                          | department (store)                         | 1            |
| テレビ                                             | terebi                                 | tv, televisione                                                           | television                                 | 1            |
| ドア                                               | doa                                    | porta [stile occidentale]                                                 | door                                       | 1            |
| トイレ                                             | toire                                  | bagno, toilette                                                           | toilet                                     | 1            |
| ナイフ                                             | naifu                                  | coltello                                                                  | knife                                      | 1            |
| ニュース                                           | nyuusu                                 | notizia, news                                                             | news                                       | 1            |
| ネクタイ                                           | nekutai                                | cravatta                                                                  | necktie                                    | 1            |
| ノート                                             | nooto                                  | taccuino; notebook                                                        | note(book)                                 | 1            |
| パーティー                                         | paatii                                 | festa, party                                                              | party                                      | 1            |
| バス                                               | basu                                   | bus, autobus, corriera                                                    | bus                                        | 1            |
| バター                                             | bataa                                  | burro                                                                     | butter                                     | 1            |
| パン                                               | pan                                    | pane                                                                      | pan [=bread]                               | 1            |
| ハンカチ                                           | hankachi                               | fazzoletto                                                                | handkerchief                               | 1            |
| フィルム                                           | firumu                                 | film                                                                      | film                                       | 1            |
| プール                                             | puuru                                  | piscina                                                                   | (swimming) pool                            | 1            |
| フォーク                                           | fooku                                  | forchetta; folk                                                           | fork; folk (music/song)                    | 1            |
| ページ                                             | peeji                                  | pagina                                                                    | page                                       | 1            |
| ベッド                                             | beddo                                  | letto                                                                     | bed                                        | 1            |
| ペット                                             | petto                                  | animale da compagnia                                                      | pet                                        | 1            |
| ボールペン                                         | boorupen                               | penna a sfera                                                             | ball(-point) pen                           | 1            |
| ポケット                                           | poketto                                | tasca                                                                     | pocket                                     | 1            |
| ポスト                                             | posuto                                 | bucalettere; buca delle lettere; cassetta postale; cassetta della posta   | post                                       | 1            |
| ボタン                                             | botan                                  | bottone                                                                   | button                                     | 1            |
| ホテル                                             | hoteru                                 | hotel, albergo                                                            | hotel                                      | 1            |
| マッチ                                             | macchi                                 | gara, partita                                                             | match                                      | 1            |
| メートル                                           | meetoru                                | metro                                                                     | metre                                      | 1            |
| ラジオ                                             | rajio                                  | radio                                                                     | radio                                      | 1            |
| ラジカセ(ット)                                     | rajikase(tto)                          | lettore di cassette                                                       | radio cassette (player)                    | 1            |
| レコード                                           | rekoodo                                | registrazione                                                             | record                                     | 1            |
| レストラン                                         | resutoran                              | ristorante                                                                | restaurant                                 | 1            |
| ワイシャツ                                         | waishatsu                              | camicia                                                                   | white shirt                                | 1            |
| アクセサリー                                       | akusesarii                             | accessorio                                                                | accessory                                  | 2            |
| アジア                                             | Ajia                                   | Asia                                                                      | Asia                                       | 2            |
| アナウンサー                                       | anaunsaa                               | annunciatore                                                              | announcer                                  | 2            |
| アフリカ                                           | Afurika                                | Africa                                                                    | Africa                                     | 2            |
| アメリカ                                           | Amerika                                | America                                                                   | America                                    | 2            |
| アルコール                                         | arukooru                               | alcol                                                                     | alcohol                                    | 2            |
| エスカレーター                                     | esukareetaa                            | scala mobile                                                              | escalator                                  | 2            |
| オートバイ                                         | ootobai                                | motocicletta                                                              | motorbike                                  | 2            |
| カーテン                                           | kaaten                                 | tenda                                                                     | curtain                                    | 2            |
| ガス                                               | gasu                                   | gas                                                                       | gas                                        | 2            |
| ガソリン                                           | gasorin                                | benzina                                                                   | petrol/gasoline                            | 2            |
| ガソリンスタンド                                   | gasorin sutando                        | stazione di benzina                                                       | petrol/gasoline station ["gasoline stand"] | 2            |
| ガラス                                             | garasu                                 | vetro                                                                     | glass (pane)                               | 2            |
| ケーキ                                             | keeki                                  | torta                                                                     | cake                                       | 2            |
| コンサート                                         | konsaato                               | concerto                                                                  | concert                                    | 2            |
| コンピュータ(ー)                                   | konpyuuta(a)                           | computer                                                                  | computer                                   | 2            |
| サラダ                                             | sarada                                 | insalata                                                                  | salad                                      | 2            |
| サンダル                                           | sandaru                                | sandalo                                                                   | sandal                                     | 2            |
| サンドイッチ                                       | sandoicchi                             | panino, sandwich                                                          | sandwich                                   | 2            |
| ジャム                                             | jamu                                   | marmellata                                                                | jam                                        | 2            |
| スーツ                                             | suutsu                                 | suit, tuxedo, smoking                                                     | suit                                       | 2            |
| スーツケース                                       | suutsukeesu                            | valigia                                                                   | suitcase                                   | 2            |
| スクリーン                                         | sukuriin                               | schermo                                                                   | screen                                     | 2            |
| ステーキ                                           | suteeki                                | bistecca, braciola                                                        | steak                                      | 2            |
| ステレオ                                           | sutereo                                | stereo                                                                    | stereo                                     | 2            |
| ソフト                                             | sofuto                                 | morbido                                                                   | soft                                       | 2            |
| タイプ                                             | taipu                                  | tipo                                                                      | type [=style]                              | 2            |
| チェックする                                       | chekku.suru                            | controllare                                                               | check                                      | 2            |
| パート                                             | paato                                  | tempo parziale; part-time                                                 | part (time)                                | 2            |
| パソコン                                           | pasokon (abbrev.)                      | personal computer                                                         | personal computer                          | 2            |
| ハンドバッグ                                       | handobaggu                             | valigetta                                                                 | handbag                                    | 2            |
| ビル                                               | biru                                   | tassa, tariffa                                                            | bill                                       | 2            |
| ファックス                                         | fakkusu                                | fax                                                                       | fax                                        | 2            |
| プレゼント                                         | purezento                              | regalo                                                                    | present                                    | 2            |
| ベル                                               | beru                                   | campana                                                                   | bell                                       | 2            |
| レジ                                               | reji                                   | registro                                                                  | register                                   | 2            |
| レポート / リポート                                | repooto; ripooto                       | rapporto, report                                                          | report                                     | 2            |
| ワープロ                                           | waaporo                                | word processor, elaboratore di testi                                      | word pro(cessor)                           | 2            |
| アイスクリーム                                     | aisukuriimu                            | gelato                                                                    | ice-cream                                  | 3            |
| アイロン                                           | airon                                  | filo elettrico                                                            | (electric) iron                            | 3            |
| アウト                                             | auto                                   | fuori, out                                                                | out                                        | 3            |
| アルバム                                           | arubamu                                | album                                                                     | album                                      | 3            |
| インク                                             | inku                                   | inchiostro                                                                | ink                                        | 3            |
| ウイスキー                                         | uisukii                                | whisky; whiskey (se americano)                                            | whisky                                     | 3            |
| エンジン                                           | enjin                                  | motore                                                                    | engine                                     | 3            |
| オーバー                                           | oobaa                                  | cappotto, soprabito                                                       | over(coat)                                 | 3            |
| オフィス                                           | ofisu                                  | ufficio                                                                   | office                                     | 3            |
| カード                                             | kaado                                  | carta/card, tessera                                                       | card                                       | 3            |
| キャプテン                                         | kyaputen                               | capitano                                                                  | captain                                    | 3            |
| キャンプ                                           | kyanpu                                 | campo                                                                     | camp                                       | 3            |
| クラシック                                         | kurasshiku                             | classico                                                                  | classic(s)                                 | 3            |
| グラス                                             | gurasu                                 | bicchiere (di vetro)                                                      | glass                                      | 3            |
| グランド                                           | gurando                                | ghiandola; terreno                                                        | gland; grand; ground                       | 3            |
| クリーム                                           | kuriimu                                | crema                                                                     | cream                                      | 3            |
| クリスマス                                         | Kurisumasu                             | Natale                                                                    | Christmas                                  | 3            |
| グループ                                           | guruupu                                | gruppo                                                                    | group                                      | 3            |
| ケース                                             | keesu                                  | caso                                                                      | case                                       | 3            |
| ゲーム                                             | geemu                                  | gioco                                                                     | game                                       | 3            |
| コーチ                                             | koochi                                 | allenatore, coach                                                         | coach                                      | 3            |
| コード                                             | koodo                                  | codice; corda; accordo                                                    | code; cord; chord                          | 3            |
| ゴール                                             | gooru                                  | goal/rigore                                                               | goal                                       | 3            |
| コピー                                             | kopii                                  | fotocopia                                                                 | (photo)copy                                | 3            |
| サービス                                           | saabisu                                | servizio                                                                  | service/support                            | 3            |
| サイン                                             | sain                                   | firma; autografo                                                          | sign [firma o autografo]                   | 3            |
| ジーンズ                                           | jiinzu                                 | jeans                                                                     | jeans                                      | 3            |
| ジェット機                                         | jettoki                                | aviogetto                                                                 | jet                                        | 3            |
| ジュース                                           | juusu                                  | succo                                                                     | juice                                      | 3            |
| スイッチ                                           | suicchi                                | interruttore                                                              | switch                                     | 3            |
| スープ                                             | suupu                                  | zuppa                                                                     | soup                                       | 3            |
| スキー                                             | sukii                                  | sciare                                                                    | skiing                                     | 3            |
| スケート                                           | sukeeto                                | skateboard                                                                | skate(board)                               | 3            |
| スター                                             | sutaa                                  | star/stella, divo                                                         | star                                       | 3            |
| スタイル                                           | sutairu                                | stile                                                                     | style                                      | 3            |
| スタンド                                           | sutando                                | stand/palco                                                               | stand                                      | 3            |
| スピーチ                                           | supiichi                               | discorso                                                                  | speech                                     | 3            |
| セット                                             | setto                                  | set                                                                       | set                                        | 3            |
| センター                                           | sentaa                                 | centro                                                                    | center                                     | 3            |
| ソファー                                           | sofaa                                  | divano, poltrona                                                          | sofa                                       | 3            |
| タイプライター                                     | taipuraitaa                            | macchina da scrivere                                                      | typewriter                                 | 3            |
| ダイヤ                                             | daiya                                  | tintore                                                                   | dyer                                       | 3            |
| タオル                                             | taoru                                  | tovaglia                                                                  | (hand) towel                               | 3            |
| ダンス                                             | dansu                                  | danza                                                                     | dance                                      | 3            |
| チーズ                                             | chiizu                                 | formaggio                                                                 | cheese                                     | 3            |
| チーム                                             | chiimu                                 | team, squadra                                                             | team                                       | 3            |
| チャンス                                           | chansu                                 | possibilità/chance                                                        | chance                                     | 3            |
| デート                                             | deeto                                  | appuntamento romantico                                                    | date                                       | 3            |
| デモ                                               | demo                                   | dimostrazione, demo                                                       | demo(nstration)                            | 3            |
| テント                                             | tento                                  | tenda                                                                     | tent                                       | 3            |
| トップ                                             | toppu                                  | cima, punta                                                               | top                                        | 3            |
| ドライブ                                           | doraibu                                | guidare                                                                   | drive                                      | 3            |
| トラック                                           | torakku                                | camion                                                                    | truck                                      | 3            |
| ドラマ                                             | dorama                                 | drama                                                                     | drama                                      | 3            |
| トランプ                                           | toranpu                                | giocare a carte                                                           | trump [=play cards]                        | 3            |
| ドレス                                             | doresu                                 | vestito da donna                                                          | dress                                      | 3            |
| トンネル                                           | tonneru                                | galleria                                                                  | tunnel                                     | 3            |
| ノック                                             | nokku                                  | knock                                                                     | knock [anche in baseball]                  | 3            |
| パーセント                                         | paasento                               | percento                                                                  | percent                                    | 3            |
| バイオリン                                         | baiorin                                | violino                                                                   | violin                                     | 3            |
| ハイキング                                         | haikingu                               | escursione, hiking                                                        | hiking                                     | 3            |
| パイプ                                             | paipu                                  | tubo                                                                      | pipe                                       | 3            |
| パイロット                                         | pairotto                               | pilota                                                                    | pilot                                      | 3            |
| パス                                               | pasu                                   | passare un livello; sentiero                                              | pass (livelli ecc.); path                  | 3            |
| パスポート                                         | pasupooto                              | passaporto                                                                | passport                                   | 3            |
| バッグ                                             | baggu                                  | borsa; bug                                                                | bag; bug                                   | 3            |
| バン                                               | ban                                    | camper, van, caravan; Value Added Network (VAN)                           | van, caravan; VAN                          | 3            |
| ハンサム                                           | hansamu                                | affascinante (per persone)                                                | handsome                                   | 3            |
| ビール                                             | biiru                                  | birra                                                                     | beer                                       | 3            |
| ピクニック                                         | pikunikku                              | picnic                                                                    | picnic                                     | 3            |
| ビデオ                                             | bideo                                  | video                                                                     | video                                      | 3            |
| ピン                                               | pin                                    | spilla                                                                    | pin                                        | 3            |
| プラス                                             | purasu                                 | plus                                                                      | plus                                       | 3            |
| プラン                                             | puran                                  | piano                                                                     | plan                                       | 3            |
| ブレーキ                                           | bureeki                                | freno                                                                     | brake                                      | 3            |
| プロ                                               | puro                                   | professionale, "pro"                                                      | pro(fessional)                             | 3            |
| ベルト                                             | beruto                                 | cintura                                                                   | belt                                       | 3            |
| ベンチ                                             | benchi                                 | panchina                                                                  | bench                                      | 3            |
| ボーイ                                             | boi                                    | ragazzo                                                                   | boy                                        | 3            |
| ボート                                             | booto                                  | barca                                                                     | boat                                       | 3            |
| ホーム                                             | hoomu                                  | casa                                                                      | home                                       | 3            |
| ボール                                             | booru                                  | palla; boccia                                                             | ball; bowl                                 | 3            |
| マーケット                                         | maaketto                               | mercato                                                                   | market                                     | 3            |
| マイク                                             | Maiku                                  | Mike                                                                      | Mike                                       | 3            |
| マスター                                           | masutaa                                | proprietario; il master                                                   | master [proprietario o titolo]             | 3            |
| ママ                                               | mama                                   | mamma                                                                     | mama                                       | 3            |
| ミス                                               | Misu                                   | Miss..., Signora...                                                       | Miss                                       | 3            |
| ミルク                                             | miruku                                 | latte                                                                     | milk                                       | 3            |
| メモ                                               | memo                                   | memorandum                                                                | memo(randum)                               | 3            |
| メンバー                                           | menbaa                                 | membro                                                                    | member                                     | 3            |
| ユーモア                                           | yuumoa                                 | humor                                                                     | humor                                      | 3            |
| ヨーロッパ                                         | Yooroppa                               | Europa                                                                    | Europe                                     | 3            |
| ヨット                                             | yotto                                  | yacht                                                                     | yacht                                      | 3            |
| ライター                                           | raitaa                                 | accendino; scrittore; rider, fattorino                                    | lighter; writer; rider                     | 3            |
| ラケット                                           | raketto                                | racchetta                                                                 | racket                                     | 3            |
| レポート                                           | repooto                                | rapporto, report                                                          | report                                     | 3            |
| ロケット                                           | roketto                                | lucchetto; razzo                                                          | locket; rocket                             | 3            |
| ワイン                                             | wain                                   | vino                                                                      | wine                                       | 3            |
| アイデア / アイディア                              | aijia; aidia                           | idea                                                                      | idea                                       | 4            |
| アクセント                                         | akusento                               | accento [accentazione]                                                    | accent                                     | 4            |
| イコール                                           | ikooru                                 | uguale                                                                    | equal                                      | 4            |
| インタビュー                                       | intabyuu                               | intervista                                                                | interview                                  | 4            |
| ウーマン                                           | uuman                                  | donna                                                                     | woman                                      | 4            |
| ウール                                             | uuru                                   | lana                                                                      | wool                                       | 4            |
| ウエートレス                                       | weetoresu                              | cameriera                                                                 | waitress                                   | 4            |
| エプロン                                           | epuron                                 | grembiule                                                                 | apron                                      | 4            |
| オイル +エンジン オイル                            | oiru +enjin oiru                       | olio; lozione +olio del motore                                            | oil; engine oil                            | 4            |
| オーケストラ                                       | ookesutora                             | orchestra                                                                 | orchestra                                  | 4            |
| オートメーション                                   | ootomeeshon                            | automazione                                                               | automation                                 | 4            |
| オーバーコート                                     | oobaakooto                             | soprabito                                                                 | overcoat                                   | 4            |
| オルガン                                           | orugan                                 | organo (strumento)                                                        | organ                                      | 4            |
| カーブ                                             | kaabu                                  | curva (anche in baseball)                                                 | curve (ball)                               | 4            |
| カセット                                           | kasetto                                | musicassetta                                                              | cassette (tape)                            | 4            |
| カバー                                             | kabaa                                  | cover (musica); copertina, cover                                          | cover                                      | 4            |
| ガム                                               | gamu                                   | gomma da masticare, chewing gum                                           | (chewing) gum                              | 4            |
| カラー                                             | karaa                                  | collare; colore                                                           | collar; colour                             | 4            |
| カロリー                                           | karorii                                | caloria                                                                   | calorie                                    | 4            |
| ギャング                                           | gyangu                                 | gang                                                                      | gang                                       | 4            |
| キャンパス                                         | kyanpasu                               | campus, città studi                                                       | campus                                     | 4            |
| クーラー                                           | kuuraa                                 | condizionatore; frigo portatile                                           | cooler                                     | 4            |
| クリーニング                                       | kuriiningu                             | servizio pulizie                                                          | cleaning (service)                         | 4            |
| コース                                             | koosuu                                 | corso                                                                     | course                                     | 4            |
| コーラス                                           | koorasu                                | coro                                                                      | chorus                                     | 4            |
| コック                                             | kokku                                  | cucinare; rubinetto                                                       | cook; cock/faucet/spigot                   | 4            |
| ゴム                                               | gomu                                   | gomma per cancellare                                                      | gum/eraser/rubber                          | 4            |
| コンクリート                                       | konkuriito                             | cemento                                                                   | concrete                                   | 4            |
| コンセント                                         | konsento                               | consenso; concentrico                                                     | consent; concentric                        | 4            |
| サークル                                           | saakuru                                | circolo sportivo                                                          | circle [sport club]                        | 4            |
| サイレン                                           | sairen                                 | sirena [allarme]                                                          | siren                                      | 4            |
| サラリーマン                                       | sarariiman                             | impiegato                                                                 | salary man                                 | 4            |
| サンプル                                           | sanpuru                                | campione                                                                  | sample                                     | 4            |
| シーズン                                           | shiizun                                | stagione sportiva/televisiva                                              | season                                     | 4            |
| シーツ                                             | shiitsu                                | lenzuolo                                                                  | sheet                                      | 4            |
| ジャーナリスト                                     | jaanarisuto                            | giornalista                                                               | journalist                                 | 4            |
| シャッター                                         | shattaa                                | imposta<serranda                                                          | shutter                                    | 4            |
| カーペット                                         | kaapetto                               | tappeto                                                                   | carpet                                     | 4            |
| ショップ                                           | shoppu                                 | negozio, shop                                                             | shop                                       | 4            |
| シリーズ                                           | shiriizu                               | serie                                                                     | series                                     | 4            |
| スカーフ                                           | sukaafu                                | sciarpa                                                                   | scarf                                      | 4            |
| スケジュール                                       | sukejuuru                              | programma/tabella di marcia                                               | schedule                                   | 4            |
| スタート                                           | sutaato                                | inizio, start                                                             | start                                      | 4            |
| スチュワーデス                                     | suchuwaadesu                           | hostess                                                                   | stewardess                                 | 4            |
| ステージ                                           | suteeji                                | stage/palcoscenico                                                        | stage                                      | 4            |
| ストッキング                                       | sutokkingu                             | calze autoreggenti                                                        | stockings                                  | 4            |
| ストップ                                           | stoppu                                 | stop                                                                      | stop                                       | 4            |
| スピーカー                                         | supiikaa                               | speaker/altoparlante, cassa stereo                                        | speaker                                    | 4            |
| スマート                                           | sumaato                                | smart                                                                     | smart (+stylish)                           | 4            |
| スライド                                           | suraido                                | slide, diapositiva                                                        | slide                                      | 4            |
| ゼミ                                               | zemi                                   | seminario                                                                 | seminar                                    | 4            |
| セメント                                           | semento                                | cemento                                                                   | cement                                     | 4            |
| センチ                                             | senchi                                 | centimetro                                                                | centi(meter)                               | 4            |
| タイア                                             | taia                                   | gomma/pneumatico                                                          | tyre                                       | 4            |
| ダイヤグラム                                       | daiyaguramu                            | diagramma                                                                 | diagram                                    | 4            |
| ダイヤモンド                                       | daiyamondo                             | diamante                                                                  | diamond                                    | 4            |
| ダイヤル                                           | daiyaru                                | quadrante (di telefono che si gira col dito o di lucchetto o di orologio) | dial                                       | 4            |
| ダブル (e.g. ダブルチェック) (e.g. ダブルデッカー) | daburu (daburu chekku) (daburu dekkaa) | doppio, double (doppio controllo) (bus londinese a due piani)             | double (double check) (double decker)      | 4            |
| ダム                                               | damu                                   | diga                                                                      | dam                                        | 4            |
| チップ                                             | chippu                                 | mancia; chip                                                              | tip; chip                                  | 4            |
| チョーク                                           | chooku                                 | gessetto                                                                  | chalk                                      | 4            |
| テニス コート                                      | tenisu kooto                           | campo da tennis                                                           | tennis court                               | 4            |
| テンポ                                             | tenpo                                  | tempo (di brano musicale)                                                 | tempo                                      | 4            |
| トレーニング                                       | toreeningu                             | allenamento, training                                                     | training                                   | 4            |
| ナイロン                                           | nairon                                 | nylon                                                                     | nylon                                      | 4            |
| ナンバー                                           | nanbaa                                 | numero                                                                    | number                                     | 4            |
| ネックレス                                         | nekkuresu                              | collana                                                                   | necklace                                   | 4            |
| バイバイ                                           | baibai                                 | ciao ciao, bye bye                                                        | bye bye                                    | 4            |
| バケツ                                             | baketsu                                | secchio                                                                   | bucket                                     | 4            |
| バック                                             | bakku                                  | schiena                                                                   | back                                       | 4            |
| バランス                                           | baransu                                | bilancia                                                                  | balance                                    | 4            |
| パンツ                                             | pantsu                                 | mutande                                                                   | (under)pants                               | 4            |
| バンド                                             | bando                                  | complesso (e.g. rock), band                                               | band                                       | 4            |
| ハンドル                                           | handoru                                | manopola                                                                  | handle                                     | 4            |
| ピストル                                           | pisutoru                               | pistola, rivoltella                                                       | pistol                                     | 4            |
| ビニール                                           | biniiru                                | (disco in) vinile                                                         | vinyl                                      | 4            |
| ビルディング                                       | birudingu                              | edificio                                                                  | building                                   | 4            |
| ピンク                                             | pinku                                  | rosa                                                                      | pink                                       | 4            |
| ファスナー                                         | fasunaa                                | cerniera                                                                  | fastener                                   | 4            |
| フライパン                                         | furaipan                               | padella per friggere                                                      | fry pan                                    | 4            |
| ブラウス                                           | burausu                                | blusa                                                                     | blouse                                     | 4            |
| ブラシ                                             | burashi                                | spazzola                                                                  | brush                                      | 4            |
| プラスチック                                       | purasuchikku                           | plastica                                                                  | plastic                                    | 4            |
| プラットホーム                                     | purattofoomu                           | piattaforma                                                               | platform                                   | 4            |
| フリー                                             | furii                                  | libero                                                                    | free                                       | 4            |
| プリント                                           | purinto                                | stampare                                                                  | print                                      | 4            |
| ブローチ                                           | buroochi                               | spilla                                                                    | brooch                                     | 4            |
| プログラム                                         | puroguramu                             | programma (anche software)                                                | program                                    | 4            |
| ベテラン                                           | beteran                                | veterano                                                                  | veteran                                    | 4            |
| ヘリコプター                                       | herikoputaa                            | elicottero                                                                | helicopter                                 | 4            |
| ぺん                                               | pen                                    | penna                                                                     | pen                                        | 4            |
| ペンチ                                             | penchi                                 | pinze                                                                     | pinchers [=pliers]                         | 4            |
| ボーナス                                           | boonasu                                | bonus                                                                     | bonus                                      | 4            |
| ポスター                                           | posutaa                                | poster, cartellone                                                        | poster                                     | 4            |
| マイナス                                           | mainasu                                | meno                                                                      | minus                                      | 4            |
| マスク                                             | masuku                                 | maschera                                                                  | mask                                       | 4            |
| マフラー                                           | mafuraa                                | sciarpa                                                                   | muffler                                    | 4            |
| マラソン                                           | marason [/θ/>/s/]                      | maratona                                                                  | marathon                                   | 4            |
| マンション                                         | manshon                                | palazzo                                                                   | mansion                                    | 4            |
| ミシン                                             | mishin                                 | macchina da cucire                                                        | (sewing) machine                           | 4            |
| ミリ(メートル)                                     | miri(meetoru)                          | millimetro                                                                | milli(metre)                               | 4            |
| メーター                                           | meetaa                                 | contachilometri                                                           | meter (clock)                              | 4            |
| メニュー                                           | menyuu                                 | menù                                                                      | menu                                       | 4            |
| モーター                                           | mootaa                                 | motore                                                                    | motor                                      | 4            |
| モダン                                             | modan                                  | moderno                                                                   | modern                                     | 4            |
| モデル                                             | moderu                                 | modello/a                                                                 | model                                      | 4            |
| モノレール                                         | monoreeru                              | monorotaia                                                                | monorail                                   | 4            |
| ラッシュ アワー                                    | rasshu awaa                            | ora di punta                                                              | rush hour                                  | 4            |
| ランチ                                             | ranchi                                 | cena; lancio                                                              | launch; lunch                              | 4            |
| ランニング                                         | ranningu                               | corsa/jogging                                                             | running                                    | 4            |
| リズム                                             | rizumu                                 | ritmo                                                                     | rhythm                                     | 4            |
| リットル                                           | rittoru                                | litro                                                                     | litre                                      | 4            |
| リボン                                             | ribon                                  | nastro; fiocchetto                                                        | ribbon                                     | 4            |
| レインコート                                       | reinkooto                              | impermeabile                                                              | raincoat                                   | 4            |
| レクリェーション                                   | rekuryeeshon                           | intervallo, ricreazione                                                   | recreation                                 | 4            |
| レジャー                                           | rejaa                                  | tempo libero                                                              | leisure                                    | 4            |
| レベル                                             | reberu                                 | livello                                                                   | level                                      | 4            |
| リポート                                           | ripooto                                | rapporto, report                                                          | rapporto, report                           | 4            |
| レンズ                                             | renzu                                  | lenti                                                                     | lens                                       | 4            |
| ローマじ                                           | roomaji                                | romanizzazione; lettere romane                                            | roma(nization)                             | 4            |
| ロッカー                                           | rokkaa                                 | armadietto                                                                | locker                                     | 4            |
| ロビー                                             | robii                                  | lobby; loggia/lounge                                                      | lobby                                      | 4            |
| ワンピース                                         | wanpiisu                               | vestito da donna; One-Piece                                               | one-piece (dress)                          | 4            |
| ピアノ                                             | piano                                  | piano                                                                     | piano                                      | +            |
| シネマ                                             | shineme                                | cinema                                                                    | cinema                                     | +            |
| 物のインターネット                                 | mono no intaanetto                     | Internet delle Cose, Internet of Things                                   | Internet of Things, IoT                    | +            |
| ウェブサイト                                       | webusaito                              | sito web                                                                  | website                                    | +            |
| スマートフォン                                     | sumaatofon                             | smartphone                                                                | smartphone                                 | +            |
| プロセッサー                                       | purosessaa                             | processore                                                                | processor                                  | +            |
| サーバ                                             | saaba                                  | server                                                                    | server                                     | +            |
| ブロックチェーン                                   | burokkucheen                           | blockchain                                                                | blockchain                                 | +            |
| ビットコイン                                       | bittokoin                              | bitcoin                                                                   | bitcoin                                    | +            |
| レーザ                                             | reeza                                  | laser                                                                     | laser                                      | +            |
| 携帯型コンピューター                               | keitaigata conpyuutaa                  | (computer) portatile                                                      | portable computer                          | +            |
| デスクトップ                                       | desukutoppu                            | desktop                                                                   | desktop                                    | +            |
| プリンター                                         | purintaa                               | stampante                                                                 | printer                                    | +            |
| キーボード                                         | kiiboodo                               | tastiera                                                                  | keyboard                                   | +            |
| イヤホン                                           | iyahon                                 | cuffie                                                                    | earphones                                  | +            |
| ブルートゥース                                     | buruutouusu                            | bluetooth                                                                 | bluetooth                                  | +            |
| パスワード                                         | pasuwoodo                              | password                                                                  | password                                   | +            |
| ホットスポット                                     | hottosupotto                           | hot-spot                                                                  | hot-spot                                   | +            |
| マイクロチップ                                     | maikurochiipu                          | microchip                                                                 | microchip                                  | +            |
| トランジスター                                     | toranjisutaa                           | transistor                                                                | transistor                                 | +            |
| ファイアウォール                                   | faiaworu                               | firewall                                                                  | firewall                                   | +            |
| アンチウイルス                                     | anchiwairusu                           | antivirus                                                                 | antivirus                                  | +            |
| バイザー                                           | baizaa                                 | visore                                                                    | visor                                      | +            |
| ソーシャル ネットワーク                            | soosharu nettowooku                    | social network                                                            | social network                             | +            |
| ユーザー名                                         | uusaamei                               | username, nome utente                                                     | username                                   | +            |
| ログイン                                           | roguin                                 | login                                                                     | login                                      | +            |
| ログアウト                                         | roguaut                                | logout                                                                    | logout                                     | +            |
| ホーム バンキング                                  | hoomu bankingu                         | home banking                                                              | home banking                               | +            |
| ストリーミング                                     | sutoriimingu                           | streaming                                                                 | streaming                                  | +            |
| ゲームプレイ                                       | geemupurai                             | gameplay                                                                  | gameplay                                   | +            |
| ゲーム                                             | geemu                                  | gaming                                                                    | gaming                                     | +            |
| ダウンロード                                       | daunroodo                              | download                                                                  | download                                   | +            |
| アップロード                                       | appuroodo                              | upload                                                                    | upload                                     | +            |
| クラウド プラットフォーム                          | kuraudo purattofoomu                   | piattaforma cloud                                                         | cloud platform                             | +            |
| ブログ                                             | burogu                                 | blog                                                                      | blog                                       | +            |
| サービス                                           | saabisu                                | servizio                                                                  | service                                    | +            |
| ホスト                                             | hosuto                                 | host                                                                      | host                                       | +            |
| チャネル                                           | chaneru                                | canale                                                                    | channel                                    | +            |
| ロボット                                           | robotto                                | robot                                                                     | robot                                      | +            |
| マスメディア                                       | masumedia                              | mass media                                                                | mass media                                 | +            |
| ウィンドウズ                                       | Windouzu                               | Windows                                                                   | Windows                                    | +            |
| アンドロイド                                       | Andoroido                              | Android                                                                   | Android                                    | +            |
| アップル                                           | Appuru                                 | Apple                                                                     | Apple                                      | +            |
| アマゾン プライム                                  | Amazon Puraimu                         | Amazon Prime                                                              | Amazon                                     | +            |
| グーグル; ググる                                   | Guuguru; Gugu.ru                       | Google; googlare                                                          | Google; to Google                          | +            |
| ウィキペディア                                     | Wikipedia                              | Wikipedia                                                                 | Wikipeda                                   | +            |
| マクドナルド                                       | Makudonarudo                           | McDonald                                                                  | McDonald                                   | +            |
| フェイスブック                                     | Feisubukku                             | Facebook                                                                  | Facebook                                   | +            |
| ツイッター                                         | Tsuittaa                               | Twitter                                                                   | Twitter                                    | +            |
| フィアット                                         | Fiatto                                 | Fiat                                                                      | Fiat                                       | +            |
| ディズニーランド                                   | Dizuniirando                           | Disneyland                                                                | Disneyland                                 | +            |
| スターバックス                                     | Sutaabakkusu                           | Starbucks                                                                 | Starbucks                                  | +            |
| コカコーラ ライト                                  | Kokakora Raito                         | Coca-Cola Light                                                           | Coca-Cola Light                            | +            |
| マイクロソフト チーム                              | Maikurosofuto Chiimu                   | Microsoft Teams                                                           | Microsoft Teams                            | +            |
| ソニー                                             | Sonii                                  | Sony                                                                      | Sony                                       | +            |
| アリババ                                           | Aribaba                                | Alibaba                                                                   | Alibaba                                    | +            |
| イーベイ                                           | iiBei                                  | eBay                                                                      | eBay                                       | +            |
| プレイステーション                                 | Puraisuteeshon                         | Playstation                                                               | Playstation                                | +            |
| ゲームパッド; ジョイパッド                         | geemupaddo; joipaddo                   | gamepad; joypad                                                           | gamepad; joypad                            | +            |
| ドローン                                           | doroon                                 | drone                                                                     | drone                                      | +            |
| スキャナー                                         | sukyanaa                               | scanner                                                                   | scanner                                    | +            |
| メトロノーム                                       | metoronommu                            | metronome                                                                 | metronomo                                  | +            |
| スクーター                                         | sukuutaa                               | scooter, motorino                                                         | scooter                                    | +            |
| クワッドバイク                                     | kuaddobaiku                            | quad, moto a 4 ruote                                                      | quad bike                                  | +            |
| タクシー                                           | takushii                               | taxi, tassì                                                               | taxi                                       | +            |
| 充電スタンド                                       | shuuden sutando                        | stazione di ricarica (per veicoli elettrici) [charging point]             | charging stand                             | +            |
| Eメール                                            | Emeeru                                 | email                                                                     | email                                      | +            |
| メールボックス                                     | meerubokkusu                           | casella di posta, mailbox                                                 | mailbox                                    | +            |
| メール アドレス                                    | meeru adoresu                          | indirizzo email                                                           | mail address                               | +            |
| メガバイト                                         | megabaito                              | megabyte                                                                  | megabyte                                   | +            |
| ギガバイト                                         | gigabaito                              | gigabyte                                                                  | gigabyte                                   | +            |
| テラバイト                                         | terabaito                              | terabyte                                                                  | terabyte                                   | +            |
| メガピクセル                                       | megapikuseru                           | megapixel                                                                 | megapixel                                  | +            |
| スマート シティ                                    | sumaato sitei                          | smart city                                                                | smart city                                 | +            |
| サミット                                           | samitto                                | vertice                                                                   | summit                                     | +            |
| シンク タンク                                      | shinku tanku                           | think-tank                                                                | think-tank                                 | +            |
| ストリート                                         | sutoriito                              | strada                                                                    | street                                     | +            |
| プロテイン                                         | purotein                               | proteina                                                                  | protein                                    | +            |
| パンケーキ                                         | pankeeki                               | pancake                                                                   | pancake                                    | +            |
| ソフトウェア                                       | sofutowea                              | software                                                                  | software                                   | +            |
| ハードウェア                                       | haadowea                               | hardware                                                                  | hardware                                   | +            |
| サッカー                                           | sakkaa                                 | calcio                                                                    | soccer                                     | +            |
| テニス                                             | tenisu                                 | tennis                                                                    | tennis                                     | +            |
| バレーボール                                       | bareebaaru                             | pallavolo, volleyball                                                     | volleyball                                 | +            |
| ビーチバレー                                       | beechibaree                            | beach volley, pallavolo in spiaggia                                       | beach volley                               | +            |
| バスケットボール                                   | basukettobaaru                         | basket                                                                    | basketball                                 | +            |
| ゴルフ                                             | gorufu                                 | golf                                                                      | golf                                       | +            |
| ホッケー                                           | hokkee                                 | hockey                                                                    | hockey                                     | +            |
| ラグビー                                           | ragubii                                | rugby                                                                     | rugby                                      | +            |
| バドミントン                                       | badominton                             | badminton                                                                 | badminton                                  | +            |
| ボクセ                                             | bokuse                                 | boxe, pugilato                                                            | boxe                                       | +            |
| ランナー                                           | rannaa                                 | corridore, podista                                                        | runner                                     | +            |
| ボクサー                                           | bokusaa                                | boxer                                                                     | boxers                                     | +            |
| ビキニ                                             | bikini                                 | bikini                                                                    | bikini                                     | +            |
| スパッツ                                           | supattsu                               | leggings                                                                  | spats [>leggings]                          | +            |
| ブルセラ ショップ                                  | burusera shoppu                        | negozio di uniformi scolastiche                                           | "Bloomer Sailor Shop" [*]                  | +            |
| キルト                                             | kiruto                                 | piumino, trapunta                                                         | quilt                                      | +            |
| サウナ                                             | sauna                                  | sauna                                                                     | sauna                                      | +            |
| ヨガ                                               | yoga                                   | yoga                                                                      | yoga                                       | +            |
| カクテル                                           | kakuteru                               | cocktail                                                                  | cocktail                                   | +            |
| スプリッツ                                         | supurittsu                             | spritz                                                                    | spritz                                     | +            |
| チーズケーキ                                       | chiizukeeki                            | cheesecake                                                                | cheesecake                                 | +            |
| プラムケーキ                                       | puramukeeki                            | plumcake                                                                  | plumcake                                   | +            |
| ヨーグルト                                         | yooguruto                              | yogurt                                                                    | yogurt                                     | +            |
| フライド ポテト                                    | furaido poteto                         | patate fritte                                                             | fried potato(es)                           | +            |
| フィッシュ アンド チップス                         | fisshu ando chippusu                   | fish&chips                                                                | fish&chips                                 | +            |
| サンドイッチ                                       | sandoicchi                             | tramezzino, panino                                                        | sandwich                                   | +            |
| ホットドッグ                                       | hotto doggo                            | hot dog                                                                   | hot dog                                    | +            |
| ハンバーガー                                       | hanbaagaa                              | hamburger; svizzera; medaglione                                           | hamburger                                  | +            |
| トマト                                             | tomato                                 | pomodoro                                                                  | tomato                                     | +            |
| マスタード                                         | masutaado                              | senape                                                                    | mustard                                    | +            |
| ガーリック                                         | gaarikku                               | aglio                                                                     | garlic                                     | +            |
| オニオン                                           | onion                                  | cipolla                                                                   | onion                                      | +            |
| ジンジャー                                         | jinjaa                                 | zenzero; ginger                                                           | ginger                                     | +            |
| パパイヤ                                           | papaiya                                | papaya                                                                    | papaya                                     | +            |
| アナナス                                           | ananasu                                | ananas                                                                    | pineapple                                  | +            |
| バナナ                                             | banana                                 | banana                                                                    | banana                                     | +            |
| アボカド                                           | abokado                                | avocado                                                                   | avocado                                    | +            |
| キャンディー                                       | kyandii                                | caramella                                                                 | candy (U.S.)                               | +            |
| クッキー                                           | kukkii                                 | biscotto                                                                  | cookie (U.S.)                              | +            |
| チョコレート                                       | chokoreeto                             | cioccolato                                                                | chocolate                                  | +            |
| チョコケーキ                                       | choko keeki                            | torta al cioccolato                                                       | choco(late) cake                           | +            |
| コーンフレーク                                     | koon fureeku                           | corn flakes, fiocchi di mais                                              | corn flakes                                | +            |
| ソーセージ                                         | sooseeji                               | salsiccia                                                                 | sausage                                    | +            |
| マガジン                                           | magajin                                | magazine, rivista                                                         | magazine                                   | +            |
| ラテン アメリカ                                    | Raten Amerika                          | America Latina                                                            | Latin America                              | +            |
| オセアニア                                         | Oseania                                | Oceania                                                                   | Oceania                                    | +            |
| フランス                                           | Furansu                                | Francia                                                                   | France                                     | +            |
| スペイン                                           | Supein                                 | Spagna                                                                    | Spain                                      | +            |
| ポルトガル                                         | Porutogaru                             | Portogallo                                                                | Portugal                                   | +            |
| イングランド                                       | Engurando                              | Inghilterra                                                               | England                                    | +            |
| ノルウェー                                         | Noruwee                                | Norvegia                                                                  | Norway                                     | +            |
| オーストリア                                       | Oosutoria                              | Austria                                                                   | Austria                                    | +            |
| ポーランド                                         | Poorando                               | Polonia                                                                   | Poland                                     | +            |
| ブラジル                                           | Burajiru                               | Brasile                                                                   | Brazil                                     | +            |
| メキシコ                                           | Mekishiko                              | Messico                                                                   | Mexico                                     | +            |
| アルゼンチン                                       | Aruzenchin                             | Argentina                                                                 | Argentina                                  | +            |
| カナダ                                             | Kanada                                 | Canada                                                                    | Canada                                     | +            |
| ロシア                                             | Roshia                                 | Russia                                                                    | Russia                                     | +            |
| ウクライナ                                         | Ukuraina                               | Ucraina                                                                   | Ukraine                                    | +            |
| インド                                             | Indo                                   | India                                                                     | India                                      | +            |
| パキスタン                                         | Pakisutan                              | Pakistan                                                                  | Pakistan                                   | +            |
| インドネシア                                       | Indoneshia                             | Indonesia                                                                 | Indonesia                                  | +            |
| 南アフリカ                                         | Min Afurika                            | Sudafrica                                                                 | South Africa                               | +            |
| サウジ アラビア                                    | Sauji Arabia                           | Arabia Saudita                                                            | Saudi Arabia                               | +            |
| イラン                                             | Iran                                   | Iran                                                                      | Iran                                       | +            |
| イスラエル                                         | Isuraeru                               | Israele                                                                   | Israel                                     | +            |
| オーストラリア                                     | Oosutoraria                            | Australia                                                                 | Australia                                  | +            |
| ニュージーランド                                   | Nyuu Jiirando                          | Nuova Zelanda                                                             | New Zealand                                | +            |
| ニューヨーク                                       | Nyuu Yooku                             | New York, Nuova York                                                      | New York                                   | +            |
| ユーロ                                             | yuuro                                  | euro                                                                      | euro                                       | +            |
| ドル                                               | doru                                   | dollaro                                                                   | dollar                                     | +            |
| コーディング                                       | koodeingu                              | coding                                                                    | coding                                     | +            |
| アニメ                                             | anime                                  | anime giapponese                                                          | anim(ation)                                | +            |
| キャビン アテンダント                              | kyabin atendanto                       | assistente di volo                                                        | flight [cabin] attendant                   | +            |
| チケット                                           | chiketto                               | biglietto                                                                 | ticket                                     | +            |
| フリーザー                                         | furiizaa                               | freezer, congelatore                                                      | freezer                                    | +            |
| スーパーマーケット                                 | suupaamaaketto                         | supermercato                                                              | supermarket                                | +            |
| メトロ                                             | metoro                                 | metro(politana)                                                           | metro                                      | +            |
| クリスチャン                                       | kurisuchan                             | cristiano                                                                 | christian                                  | +            |
| フランチャイズ                                     | furanchaizu                            | franchise, franchising                                                    | franchise, franchising                     | +            |
| リース                                             | riisu                                  | lease, leasing                                                            | lease, leasing                             | +            |
| マーケティング                                     | maaketeingu                            | marketing                                                                 | marketing                                  | +            |
| コーポレート ファイナンス                          | kooporato fuainansu                    | finanza aziendale, corporate finance                                      | corporate finance                          | +            |
| グリーン経済                                       | guriin keizai                          | economia ecologica; green economy                                         | green economy                              | +            |
| マネージャー                                       | maneejaa                               | dirigente; gestore                                                        | manager                                    | +            |
| ビジネス                                           | bujinesu                               | business, affari                                                          | business                                   | +            |
| ショック                                           | shokku                                 | shock                                                                     | shock                                      | +            |
| レースクイーン                                     | reesu kuiin                            | modella promozionale, ombrellina                                          | race queen                                 | +            |
| ブーツ                                             | buutsu                                 | stivali                                                                   | boots                                      | +            |
| ハイヒール                                         | hai hiiru                              | scarpe coi tacchi alti                                                    | high heels                                 | +            |
| サンダル                                           | sandaru                                | sandali                                                                   | sandals                                    | +            |
| バレエフラット                                     | baree furatto                          | ballerine                                                                 | ballet flats                               | +            |
| コットン                                           | kotton                                 | cotone                                                                    | cotton                                     | +            |
| ラテックス                                         | ratekkusu                              | lattice, latex                                                            | latex                                      | +            |
| アロエ                                             | aroe                                   | aloe                                                                      | aloe                                       | +            |
| ウイルス                                           | Wirusu                                 | virus                                                                     | virus                                      | +            |
| ロック                                             | rokku                                  | rock                                                                      | rock                                       | +            |
| ジャズ                                             | jazu                                   | jazz                                                                      | jazz                                       | +            |
| レゲエ                                             | regee                                  | reggae                                                                    | reggae                                     | +            |
| パンク                                             | panku                                  | punk                                                                      | punk                                       | +            |
| メタル                                             | metaru                                 | metal                                                                     | metal                                      | +            |
| テクノ                                             | tekuno                                 | techno                                                                    | techno                                     | +            |
| ポップ (e.g. ジェーポップ)                         | poppu (e.g. jeepoppu)                  | pop (e.g. J-pop)                                                          | pop                                        | +            |
| ハウス                                             | hausu                                  | house                                                                     | house                                      | +            |
| ラップ; ヒップホップ                               | rappu; hippuhoppu                      | rap, hip-hop                                                              | rap; hip-hop                               | +            |
| アンビエント; チルアウト                           | anbiento; chiroauto                    | ambient; chillout                                                         | ambient, chillout                          | +            |
| デスノート                                         | Desu Notto                             | Death Note                                                                | Death Note                                 | +            |
| バイオハザード                                     | Biohazaado                             | Resident Evil                                                             | Biohazard                                  | +            |
| パパ                                               | papa                                   | papà                                                                      | papa                                       | +            |
| パンデミック                                       | pandemikku                             | pandemia                                                                  | pandemic(s)                                | +            |
| カーセックス                                       | kaa sekkusu                            | sesso in auto, car sex                                                    | car sex                                    | +            |
| プッシー                                           | pusshii                                | genitali femminili                                                        | pussy                                      | +            |
| ミストレス                                         | misutoresu                             | mistress                                                                  | mistress                                   | +            |
| セクシー ショップ                                  | sekushii shoppu                        | sexy shop                                                                 | sexy shop                                  | +            |
| フェティシズム                                     | fetishizumu                            | feticismo, fetish                                                         | (sexual) fetishism                         | +            |
| ゲイ プライド                                      | gei puraido                            | gay pride                                                                 | gay pride                                  | +            |
| レズビアン                                         | rezubian                               | lesbica                                                                   | lesbian                                    | +            |
| ドラッグ クイーン                                  | doraggu kuiin                          | drag queen, transessuale                                                  | drag queen                                 | +            |

[*] il nome deriva dal fatto che l'uniforme scolastica femminile in Giappone è simile a un vestito da marinaretta, una "sailor suit" o "sailor fuku": è una blusa bianca (una camicia da donna) con un collare da marinaio e una gonna nera, che nella versione più castigata arriva fino al ginocchio. L'uniforme conta poi le scarpe nere senza lacci (slip-on shoes) e i gambaletti pesanti in lana o cotone di colore bianco o nero. Come il nome suggerisce, il gambaletto pesante è una calza femminile che arriva fino al ginocchio. Il negozio che vende queste uniformi dunque viene detto "il negozio di vestiti da marinaretta".